# Taenaris convergens
Taenaris convergens är en fjärilsart som beskrevs av Rothschild 1916. Taenaris convergens ingår i släktet Taenaris och familjen praktfjärilar. Inga underarter finns listade i Catalogue of Life.